# Matthew Kilgallon
Matthew Shaun Kilgallon (York, 8 gennaio 1984) è un ex calciatore inglese, di ruolo difensore.

## Carriera

### Club
Ha giocato nella prima e nella seconda divisione inglese.

### Nazionale
Ha partecipato ai Mondiali Under-20 del 2003; negli anni seguenti ha giocato anche alcune partite con la nazionale inglese Under-21.